# 훙치 LS7
훙치 LS7(영어: Hongqi LS7)은 디이 자동차의 자회사인 훙치에서 2022년부터 생산 중인 풀사이즈 럭셔리 SUV이다.

## 개요

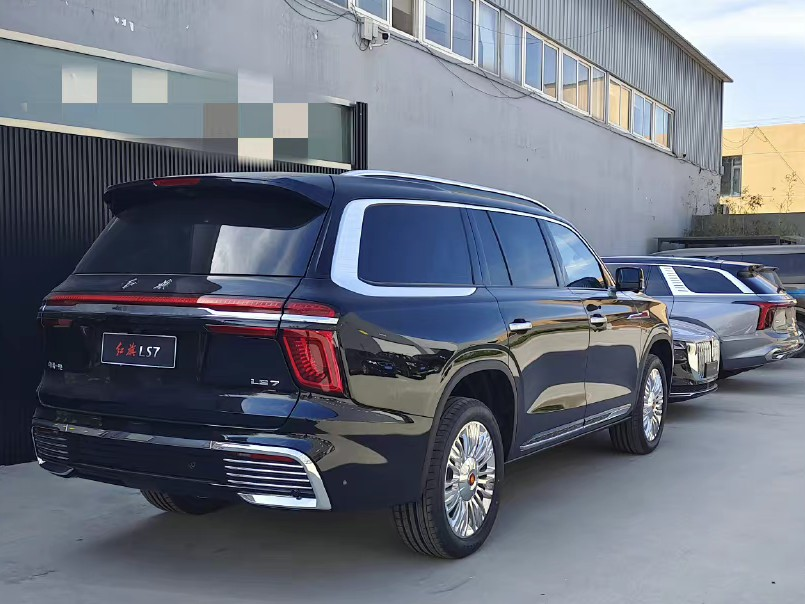
훙치 LS7의 후면

2021년 10월 25일 온라인에서 공식적으로 공개되었으며 중국 제조업체의 가장 큰 SUV이자 베이징 BJ90과 같은 국내 풀사이즈 SUV와 캐딜락 에스컬레이드, 링컨 네비게이터, 메르세데스-벤츠 GLS S-클래스 등의 해외 수입 모델의 직접적인 경쟁자이다.

## 사양
480 kW (644 hp; 653 PS) 및 850 N·m (627 lb·ft; 87 kg·m)의 토크를 출력하는 4.0리터 터보차저 V8 엔진을 사용한다.

## 같이 보기
- 훙치 E-HS9 - 홍치에서 생산 중인 또 다른 풀 사이즈 럭셔리 SUV